# Llanarth (Ceredigion)
Pour les articles homonymes, voir Llanarth.
Llanarth est un village et une communauté du Ceredigion, au pays de Galles.

## Géographie
Llanarth est situé dans le sud du comté, à 5 km au sud-est de New Quay.
La communauté de Llanarth comprend aussi les villages et hameaux de Gilfachrheda, 
Llaingarreglwyd (en), Mydroilyn (en), Pen-cae (en), Rhyd-y-Beillen (en), Synod Inn (cy) et Whilgarn (cy).

## Démographie
Au recensement de 2011, la communauté de Llanarth comptait 1 616 habitants.